# Shane Steichen
Shane Steichen (Sacramento, 11 maggio 1985) è un allenatore di football americano statunitense che svolge il ruolo di capo-allenatore per gli Indianapolis Colts della National Football League (NFL).

## Carriera

### San Diego Chargers
Nel 2011 Steichen fu assunto dai San Diego Chargers come assistente della difesa.

### Cleveland Browns
Nel 2013 Steichen firmò con i Cleveland Browns allenatore del controllo qualità dell'attacco sotto la direzione del capo-allenatore Rob Chudzinski, lavorando con i quarterback. Malgrado l'avere avuto vari infortunati in quel ruolo, i Browns ebbero tre quarterback titolari (Jason Campbell, Brian Hoyer e Brandon Weeden) che passarono tutti almeno 300 yard in una partita per la prima volta nella storia della squadra (la sesta nella storia della NFL)

### San Diego / Los Angeles Chargers
Dal 2014 al 2015 Steichen fu allenatore del controllo qualità dell'attacco dei Chargers, lavorando principalmente con i wide receiver. Nel 2015 Keenan Allen giocò le prime otto gare della stagione, facendo registrare 67 ricezioni per 725 yard e 4 touchdown prima di venire inserito in lista infortunati. Nel 2014 San Diego ebbe quattro giocatori, inclusi tre wide receiver (Keenan Allen, Eddie Royal e Malcolm Floyd), a raggiungere le 50 ricezioni per la quarta volta nella storia della franchgia.
Nel 2016 fu promosso ad allenatore dei quarterback. Nel corso delle successive quattro stagioni, Philip Rivers fu secondo in yard passate (17.824), quarto in passaggi completati (1.446) e quarto in passaggi consecutivi (116), venendo convocato per tre Pro Bowl consecutivi dal 2016 al 2018. Nel 2017 i Chargers ebbero il miglior attacco della lega sui passaggi.
Il 30 ottobre 2019 Steichen fu promosso coordinatore offensivo ad interim dei Chargers dopo che la squadra licenziò Ken Whisenhunt. In quel periodo, l'attacco si classificò quinto nella lega in yard totali a partita (384,3), sesto in yard passate a partita (272,1) e settimo nella conversione dei terzi down (42,7%).
Nel 2020 Steichen fu promosso a coordinatore offensivo a tempo pieno. Lavorò con il quarterback Justin Herbert, scelto come sesto assoluto nel Draft NFL 2020. Quell'anno fu premiato come rookie offensivo dell'anno, dopo avere passato 4.336 yard, 31 touchdown e 10 intercetti. Herbert stabilì i record NFL per un rookie in passaggi completati e touchdown passati, mentre fu secondo per una matricola in yard passate dietro alle 4.374 di Andrew Luck. Inoltre Keenan Allen ricevette 100 passaggi per 992 yard e 8 touchdown, venendo convocato per il Pro Bowl.
Nella prima stagione completa di Steichen come coordinatore offensivo, i Chargers finirono tra i primi dieci in yard totali, yard passate, primi down e percentuale di terzi fowndown.

### Philadelphia Eagles
Il 25 gennaio 2021 Steichen fu assunto dai Philadelphia Eagles come coordinatore offensivo sotto la direzione del capo-allenatore Nick Sirianni. Steichen contribuì alla maturazione del quarterback Jalen Hurts, che passò 3.144 yard, 16 touchdown e 9 intercetti nella prima stagione come titolare, oltre a correre 784 yard e altri 10 touchdown. Hurts divenne il quarterback più giovane della storia degli Eagles a partire come titolare in una gara di playoff.
Nel 2022 Steichen guidò l'attacco di Philadelphia tra i primi dieci in numerose categorie, incluse yard passate, punti segnati, yard corse e yard passate. Hurts ebbe una stagione di alto livello venendo convocato per il Pro Bowl e inserito nel Second-team All-Pro. Philadelphia fu una delle due squadre ad avere due ricevitori con almeno 1.000 yard (A.J. Brown e DeVonta Smith) oltre che un giocatore che corse 1.000 yard (Miles Sanders). La squadra giunse fino al Super Bowl, dove fu sconfitta dai Kansas City Chiefs.

### Indianapolis Colts
Il 14 febbraio 2023 Steichen fu assunto come capo-allenatore dagli Indianapolis Colts. Nella prima stagione la squadra ebbe un record di 9-8 malgrado l'infortunio del quarterback titolare Anthony Richardson nel quinto, che venne sostituito da Gardner Minshew. Nell'ultimo turno la squadra era ancora in corsa per i playoff ma una sconfitta con gli Houston Texans la escluse dalla post-season.

## Record come capo-allenatore
| Squadra |        | Stagione regolare | Stagione regolare | Stagione regolare | Stagione regolare | Stagione regolare | Playoff | Playoff | Playoff   |
| Squadra | Anno   | Vinte             | Perse             | Pari              | %                 | Posizione         | Vinte   | Perse   | Risultato |
| ------- | ------ | ----------------- | ----------------- | ----------------- | ----------------- | ----------------- | ------- | ------- | --------- |
| IND     | 2023   | 9                 | 8                 | 0                 | .529              | 3° nell'AFC South | -       | -       | -         |
| Totale  | Totale | 9                 | 8                 | 0                 | .529              |                   | -       | -       |           |